# 上丁省
上丁省（ខេត្តស្ទឹងត្រែង，高棉語發音：[kʰaet stɘŋ traeːŋ]），是柬埔寨東北部的一個省，北鄰寮國，湄公河縱貫全省。该省名字在高棉语中意思是“芦苇的河流”。该省的老挝语名字是相当，意思是“甜瓜之城”。
首府上丁。下分5縣。

## 行政区划
- 塞桑县（ស្រុកសេសាន）
- 暹博县（ស្រុកសៀមបូក）
- 暹邦县（ស្រុកសៀមប៉ាង）
- 上丁县（ក្រុងស្ទឹងត្រែង）
- 塔拉博里瓦县（ស្រុកថាឡាបរិវ៉ាត់）